# District de Thạch Thành
Thạch Thành (Huyện Thạch Thành) est un district de la province de Thanh Hóa, au Viêt Nam. 

## Présentation
Sa superficie est de 558,11 km2.
La population du comté était de 143 000 habitants en 2003. La structure de démographie : Kinh est prédominant.

## Subdivisions
Il y a 2 villes (thị trấn) (Vân Du, Kim Tân, chef-lieu), 26 communes : 558,11 km2.
Thạch Thành có 26 xã (Thạch Lâm, Thạch Quảng, Thạch Tượng, Thạch Tân, Thạch Cẩm, Thạch Sơn, Thạch Bình, Thạch Định, Thạch Đồng, Thạch Long, Thành Mỹ, Thành Yên, Thành Vinh, Thành Minh, Thành Công, Thành Tân, Thành Trực, Thành Vân, Thành Tâm, Thành An, Thành Thọ, Thành Tiến, Thành Long, Thành Kim, Thành Hưng, Ngọc Trạo), 